# Janko Polić Kamov
Janko Polić Kamov (Sušak danas dio Rijeke, 17. studenoga 1886. – Barcelona, 8. kolovoza 1910.), bio je hrvatski pjesnik, pripovjedač, esejist, putopisac, književni kritičar, publicist, prevoditelj  i dramatičar. Smatra se jednim od najvećih hrvatskih književnika.

## Životopis
Janko Polić Kamov rođen je na Sušaku, današnjem dijelu Rijeke, 1886. godine. Rođen je kao trinaesto dijete u uglednoj i imućnoj obitelji Ante i Gemme rođ. Grbac (Gerbaz, Rijeka, 1847. – 26. prosinca 1906.) Polić (rodom s Cresa). Ukupno je u obitelji bilo četrnaestero djece. U srodstvu su mu bile dvije bogate riječke obitelji, Gerbaz i Skorup. Otac mu Ante (Stari Grad, Hvar, 1838. – 26. prosinca 1905.) se s Hvara doselio u Senj gdje je stekao trgovačku naobrazbu, a zatim je preselio u Rijeku te baveći se trgovinom stekao znatan imutak i ugled. Osim toga bio je javni i kulturni djelatnik: imao je bogatu biblioteku, prijateljevao je s Erazmom Barčićem, Marijanom Derenčinom, Antom Starčevićem i Franom Supilom, a dopisivao se s Josipom Jurjem Strossmayerom i Silvijem Strahimirom Kranjčevićem. Bio je suvlasnikom najveće trgovačke kuće u Rijeci Polich, Minach et Comp i glavni oslonac Stranke prava. U Zagrebu je 1903. godine s Dinkom Politeom izdavao glasilo Čiste stranke prava Prava hrvatska misao: smotra za politiku i knjigu. Ante Polić vodio je upravu lista a Dinko Politeo bio je glavnim urednikom.
Janko je 1893. godine krenuo u osnovnu školu, a 1897. godine u gimnaziju koju je polazio do 1901. godine u Sušaku. Kao šestogodišnjak čitao je Smičiklasa (Poviest Hrvatska 1879. i 1882.), s osam je godina zajedno s braćom izdavao kućni književni list Soko, list za zabavu i pouku, za godinu 1899. te izvodio kućni teatar, a pisao je i pjesme o Majci Božjoj i samokresu u Harambašićevu stilu. U prvim je razredima gimnazije bio radikalan nacionalist, popriličan vjerski fanatik i kulturni tradicionalist. Tih gimnazijskih dana, u listopadu 1900. godine, osniva u podrumu Gimnazije s kolegama Josipom Baričevićem, Mijom Radoševićem, Josipom Morettijem Zajcom i Matom Malinarom revolucionarno-anarhističku skupinu Cefas, koja je ujedno bila i literarno i političko udruženje, s namjerom da nabave oružje, podignu bunu i revoluciju te dinamitom i bombama dignu u zrak čitavu Hrvatsku.
Cefas se ubrzo nakon osnivanja raspao. U četvrtom je razredu izbačen iz gimnazije pošto je profesoru grčkoga jezika pljunuo u lice jer je dobio pozitivnu ocjenu, po njegovu mišljenju nezasluženu, samo zato što je pripadao bogatoj obitelji. Na očevu je intervenciju primljen u senjsku Ožegovićianu, konvikt koji je mlade odgajao u ultraklerikalnom duhu, što je na Janka djelovalo kontraproduktivno, te potpiruje dodatno njegovu anarhističko-slobodarsku buntovnu narav.
Godine 1902. nakon očeva financijskog sloma obitelj seli u Zagreb. Izbačen je iz senjske gimnazije 1902. godine "radi nekih nediscipliniranih i protuvjerskih ispada". Iste godine odlazi k roditeljima u Zagreb gdje upisuje Klasičnu gimnaziju, ali je napušta već 1903. godine pošto biva osuđen na tri mjeseca zatvora zbog sudjelovanja u protukhuenovskim demonstracijama. Tu upoznaje i nastavlja prijateljevati sa Stjepanom Radićem. Godine 1904. iznenada je nestao s nekom putujućom družinom te putovao Dalmacijom, Bosnom, Crnom Gorom i Slavonijom. U družini je bio šaptač i sporedni glumac, a na turneji su mu alkohol, kavane, jeftini hoteli i neuredan način života narušili zdravlje. Godine 1905. vraća se u Zagreb. Pijanči, uči, čita i počinje s književnim radom (piše Psovku, Ištipanu hartiju, Na rođenoj grudi i Tragediju mozgova). Nakon osnutka tjednika Pokret sudjeluje u njemu do smrti kao vanjski suradnik. Iste godine počinje njegovo putovanje po inozemstvu. Najprije u Veneciji posjećuje brata Milutina, priznatog i genijalnog glazbenika koji je polazio tamošnju akademiju, a zatim nastavlja posjećivati kazališta, biblioteke i galerije živeći na neredovitom honoraru Pokreta i pomoći brata Vladimira. No dopisništvom se ne zadovoljava jer nije kreativno. Na putovanju Gornjom Italijom impresioniraju ga tvornice, elektrika i seljaci-nadničari na latifundijama. Uskoro doživljava prvo odbijanje kritike i urednika, ali ne klone. Dapače uzima kao dodatak ime Kamov po biblijskom Kamu (Hamu). Godine 1907. boravi u Rimu, Torinu, Genovi, Firenzi i Marseilleu, a za ljetnih mjeseci u Puntu na Krku. Oduševljen je inozemstvom: operom i koncertima u Marseilleu te galerijom u Trstu. Piše dramu Čovječanstvo i proučava psihologiju i sociologiju. Žali se na bolest u plućima, očima, prstima, a 1909. godine neko je vrijeme ležao u bolnici u Zagrebu. Godinu kasnije dovršava Mamino srce te putuje preko Genove za Marseille i Barcelonu. Španjolska ga privlači industrijom, trgovinom, političkim životom, kulturnim pluralizmom, kontrastima, nemirom i gibanjem masa, a Barcelona slikarstvom i književnom tradicijom. Godine 1910. nekoliko dana prije smrti piše bratu Vladimiru da boluje na gastro-intestinale. Njegov posljednji članak Klin se klinom zabija (Godišnjica Srpanjske revolucije), poslao je 3. kolovoza 1910. godine a objavljen je u Pokretu br. 8 i 9. 
Obitelj su mu obilježile i brojne prijevremene smrti od lošeg zdravlja: otac je umro od metastaziranog karcinoma usne, mati od srčane kapi, dvije sestre od tuberkuloze, jedan brat bio je alkoholičar, brat Dušan od tuberkuloze, bratu Milutinu tuberkuloza je maligno alterirala. Rijetki su nadživjeli tragične smrti, poput brata Nikole.
Umro je 8. kolovoza 1910. godine u bolnici Santa Cruz (kat. Hospital de la Santa Creu) u Barceloni. Pokopan je bez imena na javnome groblju Sud-Este u Barceloni.
Njegova ostavština čuva se u Zavodu za povijest hrvatske književnosti, kazališta i glazbe HAZU i HDA, Narodnoj knjižnici i čitaonici Selce (ostavština Vinka Antića) te u DA u Rijeci (ostavština J. Božića).

## Djela
Janko Polić Kamov djeluje u razdoblju hrvatske moderne u kojem se hrvatska književnost napokon priključila europskoj. On ne pripada nijednoj od dviju dominantnih struja: artističkoj liniji, koja naglašava primat estetičkoga projekta ni s druge strane pristašama društveno-pragmatičnoga programatskog djelovanja s prosvjetiteljskim nakanama. Kamov stoji kao samosvojna, buntovna osobnost, te svojim djelom anticipira kasnije književne događaje koji će se zbiti i u Europi i u Hrvatskoj. Njegov je slučaj jedan od najkontroverznijih u novijoj hrvatskoj književnosti.
Kao mlad napisao je povijesnu raspravu o imenu Hrvat. 
Kamov je ispred svog vremena. Roman Isušena kaljuža, po povjesničaru književnosti Jakovu Ivaštinoviću, prethodi Joyceovom Uliksu, Huxleyevu Kontrapunktu života i Sartreovoj Mučnini te Krležinim Na rubu pameti i Gospodi Glembajevima. Miroslav Krleža kao da je bio zavidan. Premda je najbolje poznavao Kamovljev životopis, sve je Krleža učinio da se roman Isušena kaljuža nikad ne pojavi. Svoju najbolju priču Hodorlahomor Veliki posvetio je Kamovu, ali je posvetu uklonio već 1923. godine. Gospodu Glembajeve napisao je nadahnut Kamovljevom dramom Mamino srce (1. činom, o propasti nekad bogate obitelji Polić), a od Kamovljeve Isušene kaljuže preuzeo je pisanje u prvom licu i pristup stvarnim događajima i ljudima za svoj roman Na rubu pameti. Time Krleža svoju najbolju dramu i najbolji roman duguje Kamovu.

### Poezija
Janko Polić Kamov se može promatrati u temeljnoj dihotomiji priroda—kultura, kako ju je precizirao i u svom najboljem djelu, romanu Isušena kaljuža,  i u pismima bratu Vladimiru. Takvim modelom on kuša detronizirati suvremene praktike života i kulture u svim posebnostima. U pjesničkom diskurzu Psovka (napisana 1905. godine), zbirci pjesama objavljenoj 1907. godine, progovara iz prirode, instinkta, iz same naravnosti predmeta, situacije, ljudskog stanja, odnosno prvobitnih obilježja liričnosti, a manje iz kulture u smislu esteticističkih normi Matoševa tipa. Njegov leksik i sintagme odražavaju drukčije motive i teme tj. drukčija tumačenja tih tema u odnosu na ono što je bilo uobičajeno u hrvatskoj moderni.  U zbirci Ištipana hartija, 1907. godine vraća se uređenijim i pravilnijim formativnim oblicima, raznolikijim temama, vezanom stihu i pravilnijoj kompoziciji. U cjelini on ipak ostaje pjesnik bodlerijanske estetike ružnog, sirovih nagona i anarhističkog prosvjeda te je eminentno antiprosvjetiteljski i antiracionalistički postavljen pisac koji preferira individualno, tjelesno, osobno iskustvo. Godine 1914. njegova poezija (Preludij, Pjesma nad pjesmama, Ledeni blud, Ridanje jedne bludnice i P.S.) objavljena je u zborniku pjesama hrvatskoga pjesništva Hrvatska mlada lirika.
- Psovka, Naklada piščeva, Tiskara i litografija Mile Maravića, Zagreb, (1907.)[20] (prijevodi: tal. La bestemmia-Psovka, Campanotto, Pasian di Prato, 2005.; kat. Blasfemia, Edicions 96, La Pobla Llarga, 2011.; eng. The Curse, Modernist nakladništvo, Varaždin, 2020.).
- Ištipana hartija, Naklada piščeva, Tiskara i litografija Mile Maravića. Zagreb, 1907.

### Novelistika
Novelistiku karakteriziraju bogatstvo intelektualnih iskaza, feljtonski elementi i analitički komentari, ali u kasnijoj fazi uz elemente lakrdije, kako te novele sam naziva, susrećemo i hladnu analitiku, što ga je dovelo gotovo do modela groteske te antiiluzijski obojenoga izričaja. Kamov govori o tim novelama i sotijama kao o psihološkim karikaturama, odnosno žanru "satire ljudske duše", pa su im slobodna motivska asocijacija, stilska razuzdanost i hiperbolizacija primjerene. U njegovim je novelama naglasak na sitnim materijalnim faktima koji su kao psihološka činjenica veliki.
- Knjiga lakrdija, zbirka novela, 1908.[22]
- Ćaskanja, Izdanje knjižare G. Trbojevića, Rijeka, 1914. 
  - Ecce Homo
  - Brada
  - Sloboda
  - Žalost
  - Katastrofa
  - Bitanga
  - Žena
  - Odijelo
  - Stjenica

### Drame
U dramama je Kamov progovorio najotvorenije u tradiciji radikalnoga europskog individualizma (Max Stirner, Friedrich Nietzsche, Henrik Ibsen). On blud i alkoholizam ne vidi samo u bordelima i krčmama, nego i u obitelji, u Hrvatskoj. Sve je to kužno, trulo, lažno i samourušavajuće. Pače se i iste fizičke radnje odigravaju u kući: pije se, loče, opija, razbija čaše, ubija se novorođenčad, otkrivaju incestuozne i homoseksualne želje.
- Iznakaženi (nastala u dva dana, 17. i 18. prosinca 1904.)[23]
- Tragedija mozgova: tri scene, Naklada piščeva, Tiskara i litografija Mile Maravića. Zagreb, 1907.
- Na rođenoj grudi: dramatizovana studija, Naklada piščeva, Tiskara i litografija Mile Maravića. Zagreb, 1907.
- Samostanske drame, 1908.
  - Orgije monaha
  - Djevica
- Čovječanstvo, 1908.
- Mamino srce, 1910.

### Roman
Roman Isušena kaljuža (pisan 1906. – 1909.) svojevrsna je sinteza Kamovljevih književnih nastojanja i s obzirom na tehnologiju i glede tematizacije. Roman problematizira egzistencijalno, ontološko i povijesno iskustvo bića i njegovih "raspršenih" korespondencija u svijetu koji se sve više otuđuje, u svijetu u kojemu je poljuljana stara hijerarhija vrijednosti, u svijetu u kojemu atomizirana ličnost u svojemu suludom i destruktivnom činu nastoji uspostaviti zdraviju, drukčiju i novu scenu - i života i rada i književnosti (glavni je lik književnik). Roman se orijentira prema subjektivnom senzibilitetu dezintegrirane građanske ličnosti i freudovski decentriranoga ja, te donosi razlomljenu i kaotičnu sliku te osobnosti. S tim u vezi realističku i naturalističku tehniku pisanja zamjenjuje psihoanalitičko poniranje u podsvjesne antijunakove predjele. To je djelo u neku ruku anticipacija dostignuća Lawrencea, Joycea ili Prousta – iako ne tih razina umjetničkoga dosega. Možda je Céline po svom nihilizmu i mizantropskom radikalizmu najbliži Kamovu, koji je mnogim elementima anticipirao i u stanovitu smislu započeo avangardne procese koji su se u to vrijeme rađali u Europi. Janko Polić Kamov je prava hrvatska avangarda upravo prema školskim elementima avangardne paradigme: aktivizmu, antagonizmu, nihilizmu, agonizmu, osporavanju postojećih struktura, dehijerarhizaciji struktura, antiesteticizmu. U idejnom i koncepcijskom sloju Kamov je zacijelo revolucionaran, u hibridima, stilskoj "nečistoći", kao i općoj radikalnoj oprjeci spram ustaljenih estetskih kanona. Tako s njime u punom smislu riječi počinje hrvatska književna avangarda. Ulomak iz romana prvi puta hrvatskoj javnosti obznanjen je 27. travnja 1956. godine u glasilu Globus, u tekstu Nepoznati Kamov, Razgovor s urednikom, književnikom Dragutinom Tadijanovićem.
Roman Isušena kaljuža  objavljen je 1957. godine u sklopu Sabranih djela Janka Polića Kamova (sv. 2), koje je uredio Dragutin Tadijanović, a nakladnik je riječki "Otokar Keršovani".

### Posmrtno izdana djela
- Ćaskanja, Izdanje Knjižare G. Trbojevića, Rijeka, 1914. (reprint Fortuna, Strmec Samoborski, 2015.)
- Novele i eseji, Izdanje Hrvatske književne naklade neovisnih književnika, Zagreb, 1938.
- Sabrana djela Janka Polića Kamova, sv. 1-4, (sv. 1: Pjesme, novele i lakrdije, 1956.; sv. 2: Isušena Kaljuža, 1957.; sv. 3: Drame, 1957.; sv. 4: Članci i feljtoni – pisma, 1958.), ur. Dragutin Tadijanović, "Otokar Keršovani", Rijeka, 1956. – 1958.[23][26] (2. izd. 1984., 3. izd. 2000.)
- Pjesme, novele, drame, eseji, Pet stoljeća hrvatske književnosti, knj. 83,  Matica hrvatska – Zora, Zagreb, 1968.
- Isušena kaljuža, Konzor, Zagreb, 1997.; Hrvatsko kulturno društvo HUM, Mostar, 2000.; Matica hrvatska, Zagreb, 2003.; Večernji list, Zagreb, 2004. (tal. prijevod, La Palude Disseccata, Campanotto, Pasian di Prato, 2009.; njem. prijevod, Austrocknen, Guggolz Verlag, Berlin, 2024.).
- Pobunjeni pjesnik, Konzor, Zagreb 1997.
- Selected Short Stories and Poems, Centar društvenih djelatnosti mladih - Nakladni zavod Matice hrvatske, Rijeka - Zagreb, 1997.
- Pjesme i novele, Croatica, Riječ, Vinkovci, 1997.
- Pjesme i novele, prir. Cvjetko Milanja, Privlačica, Vinkovci, 1998.
- Pjesme i novele, prir. Dragica Dujmović-Markusi, Divič, Zagreb, 2004.
- Izabrana djela, I.: Pjesme, lakrdije i novele, knj. 92, 2007.; II.: [Roman, drame, članci i feljtoni, pisma], knj. 131, 2016.; Stoljeća hrvatske književnosti,  Matica hrvatska, Zagreb.
- Tragedija mozgova: tri scene, Biblioteka Parnas. Niz književnost, Matica hrvatska, Zagreb, 2007.
- Zwischen Fluch und Toleranz: ausgewählte Kurzgeschichten und Novellen, Udruga građana Rival, Rijeka, 2009.
- Ispovijest heroja naših dana, Šareni dućan, Koprivnica, 2010.
- Darmošlap, Runa, Prag, 2012. (prijevod djela Pjesme, novele i lakrdije na češki)
- Psovka i maštarije, Mozaik knjiga, Zagreb, 2014.
- Ištipana hartija, Što čitaš?, Zagreb, 2014.
- Farces & Novellas, CreateSpace, 2018., (prijevod Kamovljevih tekstova Brada, Selo, Žena, Katastrofa, Odijelo, Potres, Stjenica, Ispovijest, Ecce homo!, Žalost, Sloboda i Bitanga na eng.: Martin Mayhew)[27]
- Farces & Novellas, Modernist nakladništvo, Varaždin, 2020.[28]

#### E-knjiga
- Farces & Novellas, 2018., (prijevod Kamovljevih tekstova Brada, Selo, Žena, Katastrofa, Odijelo, Potres, Stjenica, Ispovijest, Ecce homo!, Žalost, Sloboda i Bitanga na eng.: Martin Mayhew)[27]

## Spomen
- 1946.: Ulica u Rijeci dobila je naziv po njemu, Ulica Janka Polića Kamova.[29]
- 1970.: Pokrenut je u Rijeci časopis nazvan po njemu, Kamov (gl. ur. Nedjeljko Fabrio) koji je izlazio do 1971. godine, a od 2001. do 2011. godine izlazio je časopis Novi Kamov (gl. ur. Ljubomir Stefanović).
- 2000.: Spomenik Janku Poliću Kamovu postavljen je u Rijeci, na mostu preko Rječine (rad akademskoga kipara Zvonimira Kamenara)
- 2000.: Dokumentarni film Janko Polić Kamov ili vitez crne psovke (40 min.; treći film serijala Patristika fluminensia), po scenariju Gorana Ježića, režirao je Bernardin Modrić.[30]
- 2006.: U Puntu na otoku Krku, na adresi Stari klanac 1, gdje je posljednjih godina svoga života u više navrata svake godine boravio, postavljena mu je spomen-ploča.[31]
- 2007.: U Zagrebu, u Jurišićevoj 18, na kući u kojoj je napisao Isušenu kaljužu, postavljena mu je spomen-ploča.[32]
- 2010.: U seriji poštanskih maraka Znameniti Hrvati izdana je poštanska marka s njegovim likom.[33]
- 2010.: Hrvatsko narodno kazalište Ivana pl. Zajca u Rijeci pokrenulo je kulturnu manifestaciju KamovFest, s programom: razgovor za okruglim stolom, dramska praizvedba, recital, baletna obnova u kombinaciji s premijerom te poetski performans.[34]
- 2014.: Hrvatsko društvo pisaca utemeljilo je i dodjeljuje Nagradu Janko Polić Kamov, za najbolje književno djelo (proza, poezija, drama) napisano na hrvatskome jeziku.[35]
- 2016.: Replika riječkoga spomenika postavljena je u Barceloni, u parku bolnice Hospital de la Santa Creu i Sant Pau.
- Program Rezidencija Kamov u Rijeci.

## Galerija
- Replika riječkoga spomenika Kamovu postavljena u Barceloni.
- Ploča pokraj spomenika Kamovu u Barceloni.

## Vanjske poveznice
- Kamov.hr
- Polić Kamov, Janko Hrvatska enciklopedija. LZMK
- LZMK / Proleksis enciklopedija: Polić Kamov, Janko
- LZMK / Hrvatski obiteljski leksikon: Polić Kamov, Janko  Arhivirana inačica izvorne stranice od 15. siječnja 2019. (Wayback Machine)
- LZMK / Hrvatski biografski leksikon: Polić Kamov, Janko, Martina Kokolari (2015.)
- Janko Polić Kamov, Članci i feljtoni — Pisma, eLektire.skole.hr, knjigasvima.com (u međumrežnoj pismohrani archive.org 28. travnja 2019.)
- YouTube - Janko Polić Kamov ili Vitez crne psovke, redatelj Bernardin Modrić, Istra film, HRT, 2000.
- Ivana Perkovac, Janko Polić Kamov – nikada do kraja shvaćen ni prihvaćen  Arhivirana inačica izvorne stranice od 6. svibnja 2019. (Wayback Machine), Glas Hrvatske, 6. listopada 2017. (hrv.)/(engl.)/(njem.)/(šp.)